# 天主教杜蘭戈總教區
天主教杜蘭戈總教區（拉丁語：Archidioecesis Durangensis）是羅馬天主教以墨西哥西北部城市杜蘭戈為中心的一個總教區，下轄三個教區和一個自治監督區。
總教區於2006年時有教友1,642,200人（佔轄區總人口92.0%），下轄105個堂區，有224名司鐸。現任總主教為福斯督·阿爾門達里斯-希梅內斯，榮休總主教為埃克托·岡薩雷斯-馬丁內斯，榮休輔理主教為天賜若望·卡巴列羅-雷耶斯。
教區成立於1620年9月28日，1891年6月23日升為總教區。